# 陶履謙
陶 履謙（とう りけん）は、中華民国の政治家・外交官。北京政府・国民政府に属した。字は益生。号は酔瓊軒主人。本貫は浙江省紹興府山陰県。

## 事績

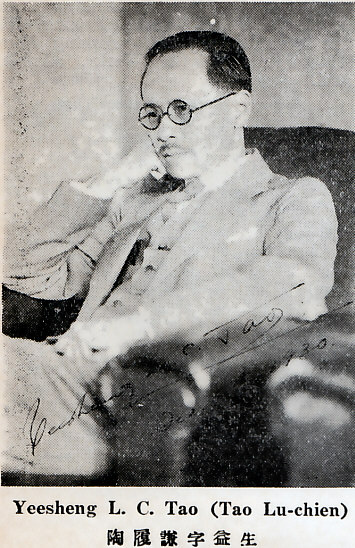
陶履謙別影
Who's Who in China 4th ed. (1931)

1911年（光緒3年）、北京訳学館を卒業する。その後、伍廷芳の配下となり、北京政府で各職を歴任した。1917年（民国6年）、駐ポルトガル公使館館員となる。1921年（民国10年）7月、駐メキシコ公使館三等秘書に転じた。1925年（民国14年）、外交部特派直隷交渉員となる。
1927年（民国16年）11月、国民政府に転じて外交部参事に任ぜられた。翌年6月には同部総務処処長を兼任している。1929年（民国18年）5月、外交部駐広東交渉員に任ぜられ、まもなく交渉員の廃止とともに西南五省外交専員に転じた。1931年（民国20年）、西南派の広東国民政府で外交部政務司司長に任ぜられる。年末の各派大同団結とともに、外交部視察専員に移った。
1933年（民国22年）1月、立法院立法委員に任ぜられ、立法院長孫科による五五憲法起草に参与した。1935年（民国24年）2月、内政部政務次長に任ぜられ、同時に内政部長黄郛の代理も同年12月までつとめた。1936年9月、立法委員を辞職する。1937年（民国26年）11月、湖南省政府主席に張治中が任命されると、陶履謙は同省政府委員兼秘書長に任ぜられた。翌年9月、民政庁庁長に移っている。
その後、長沙大火の責任をとらされる形で張治中が湖南省政府主席から事実上更迭され、1939年（民国28年）1月に薛岳が後任の主席となる。しかし薛岳は対日戦の前線指揮官であったため、陶履謙が主席の職務を代行した。1942年（民国31年）9月、民政庁庁長を辞任し（省政府委員には留任）、中国国民党中央訓練団高級班講座（講師）をつとめている。
1944年（民国33年）8月、湖南省藍山県で死去。享年55（満54歳）。